# かみさまみならい ヒミツのここたま
『かみさまみならい ヒミツのここたま』は、バンダイによる女児向けのハウスドール玩具を題材とした「ここたまシリーズ」の第1作目である。2015年10月1日から2018年8月30日までテレビ東京系列にて放送されていたテレビアニメでもある。

## 概要
2015年9月下旬にバンダイで発売したハウスドール玩具を原案とした作品で、バンダイ・テレビ東京・OLM・ランティスの共同プロジェクト作品である。6人の主人公ここたまは、同年6月18日、東京おもちゃショー2015で先行発表された。
2017年4月28日に映画化作品が公開。
2018年5月現在で、玩具の「ここたまドール」は500万個以上、「ここたまハウス」は100万個以上を出荷している。
日本国外では韓国、香港、台湾、タイ、中東でも展開され、現地の文化的なことを考慮してここたまの設定が神様から天使または妖精に変更されている。特に韓国では4〜7歳女児の同時間帯視聴率1位を獲得し、2018年2月の調査で4〜8歳女児の認知度62.4%、また現地の40社から300種以上が商品化されている。
2018年6月末に本シリーズの本編ストーリーは終了すると発表され、予定通り同日で締めくくられた。
その後は「夏だ!おおはしゃぎスペシャル」と称した傑作選と新人ここたまであるリボンがラキたまたちと交流する新作アニメ『みならいここたま道』を8月中まで放送し、9月6日より新シリーズ『キラキラハッピー★ ひらけ!ここたま』に移行した。

## ストーリー
ひだまり小学校5年生の女の子四葉こころは、「ものにはみんな魂がある」というおばあちゃんの教えを守り、物を大切に使っている。ある日、こころが3歳の時から使っている色鉛筆から、かみさま見習い「ここたま」の一人「ラキたま」が生まれるところを目撃してしまった。ここたまは、人間が大切にしている物への想いが魂となって生まれた「物の神様」で人間に見つかってはいけないという決まりがある。ところが、ラキたまは生まれてすぐにこころに姿を見られてしまい、2人は「ヒミツのけいやく」をして「ヒミツの友達」になった。
こころは次々と新しいここたまと出会って友情を深めていき、こころに次ぐ新たなここたま契約者となる桜井のぞみとも仲良くなってきたが、後にのぞみは両親の都合によりのぞみのパートナーだったここたまたちと共にアメリカへ引っ越すことになる。のぞみが去った後は3人目のここたま契約者として蝶野ひかりが加わることになる。

## 登場キャラクター

### メインキャラクター

#### ここたま契約者
四葉 こころ（よつば こころ）
声 - 本渡楓
本作の主人公で人間側の主人公。「ひだまり小学校」に通っている小学校5年生の少女。一人称は「わたし」。9月9日生まれの乙女座。
色鉛筆から生まれたラキたまと遭遇し、ここたま契約者となると同時に“不器用がなおりますように”という願い事をした。
ここたまたちと外出する時は、一緒に暮らすことになった後に自分で制作したバッグに入れて連れているが、勝手にこころの傍からいなくなったりして困らせている場面が目立っている。
好きな色は緑色で、その色の色鉛筆をギリギリの短さまで使っていたほど愛着を抱いている。
明るい性格で、同年代の相手にはどんな人とも友達になろうとしており、時には後先をあまり考えずに積極的な行動を起こすこともある。
とても優しい性格でもあり、先述のここたまたちが困らせている場面でさえもあまり怒らないほど。友達相手には呼び捨てが多く、のぞみやひかりにも途中から、ちゃん付けから呼び捨てに変わっている。
ピンク色のリボンでツインテールにしており、入浴時や寝ている時などは髪を下ろしている。
桜井 のぞみ（さくらい のぞみ）
声 - 石原夏織
2人目のここたま契約者。こころとは転校前に既に会っており、後に第26話でひだまり小学校に転校し、クラスメイト（3組）となる。一人称は「私」。
性格は生真面目でしっかり者。身長は高く、同年代の女子の中でもお姉さん的な存在。
ハッピーハンターとして、最低1日1回は誰かの悩みを解決させることを日課としている。ビビットと契約した時の願いは「早く大人になること」。
両親が多忙であるため、家ではひとりでいることが多い。
蝶野 ひかり（ちょうの ひかり）
声 - 山村響
3人目のここたま契約者。第80話から登場。むくどり小学校に通う小学5年生の少女。一人称は「わたし」。
マジックが得意で、将来の夢はマジシャン。陽気な性格で好奇心旺盛。「にひひ」という朗らかな笑い方をする。

#### レギュラーのここたまたち

##### こころ組のここたまたち
いずれもここたまハウスに住んでいるここたまたち。
こころと正規のヒミツの契約を交わしているのはラキたまのみであり、彼とカンナ以外の8人はこころとは「大家さんけいやく」を交わしている。

###### こころと契約しているここたまたち
当初はラキたま・メロリー・おシャキ・ゲラチョ・キラリス・モグタンの6人だったが、後にサリーヌ&パリーヌ・ミシルの3人が追加された。
ラキたま
性別 - ♂
声 - 潘めぐみ
本作の準主人公で、ここたま側の主人公。こころが3歳の頃から使っている緑色の色鉛筆から生まれた「いろえんぴつのかみさま」。偶然見たこころと契約することになる。初めて食べた物は、こころから貰ったメロンパンであり、後に好物となる。
一人称は「ぼく」。好奇心旺盛なお調子者の男の子で、口癖は「ラッキー」。
本名は「ラキラキのたまころの助のみこと」。単独での魔法の言葉は「ラキラキラッキー ラッキッキー!」。
体色はオレンジ色。たまごパンツのマークはパステルグリーンの四葉のクローバー。イメージバックグラウンドは五芒星の星と四葉のクローバーの背景。玩具として商品化されたときのかくれたまの色はアニメと共通して白。卵にヒップアタックした時のマークはオレンジ色の星型。尻尾の形は色鉛筆（先端部分は青っぽい緑色）を模した円錐のようなもので、上下に振ることができる。瞳の色は暗い青緑色と青緑色。
絵を描くことが好きである。こころや四葉家のここたまの中で、自分だけスパイの正体がミシルだと気付いていないなど、純粋な面を持つ。
初期は魔法の腕がよかったが、ひかりやライチ登場後の中盤以降では魔法の失敗が多くなり、特に酷いときは四葉マークを×マークで隠し、一時的に「ダメたま」になったことがある。
メロリー
性別 - ♀
声 - 豊崎愛生
こころが3歳の頃から使っているピアノから生まれた「ピアノのかみさま」。一人称は「わたし」語尾に「○○なの」とつける。
本名は「メロメロリン姫のみこと」。単独での魔法の言葉は「メロメロルンルン らららのら〜♪」。
たまごパンツのマークは濃いピンク色のハート。イメージバックグラウンドはハートと八分音符と四分音符の背景。卵にヒップアタックした時のマークもハート型。尻尾は八分音符のような形。好きな色はピンクである。玩具として商品化されたときのかくれたまの色もピンク色。瞳の色は濃いピンク色とピンク色。
明るくて少し天然な性格の女の子で、歌がとても上手で、おシャキの歌う歌が大の苦手で、聞くと変顔になってしまう。頭には彼女のたまごパンツのマークと同色の大きなリボンをつけている。
おシャキ
性別 - ♀
声 - かかずゆみ
四葉幸一の部屋にあった全10巻からなる世界大百科事典から生まれた「ほんのかみさま」。一人称は「私」。口調はとても丁寧でおしとやか。雨が苦手。
本名は「シャキシャキしゃべり主のみこと」。単独での魔法の言葉は「シャキシャキおシャキの しゃきりきりり」。
たまごパンツのマークは黄色く光った電球。イメージバックグラウンドは黄色く光った電球と丸・三角・四角のボタンの背景。卵にヒップアタックした時のマークや尻尾は、開いた状態の本の形でその尻尾はあることの意味を知るとそのページがペラペラとめくりだし、怒りが爆発する際には閉じたり開いたりする。玩具として商品化されたときのかくれたまの色は水色。瞳の色はネイビー色と青色。
真面目で几帳面な性格で、とても物知り。
規則に厳しく、度が過ぎた他のここたまたちを叱るなど基本は常識人。激怒するとかなり怖い。歌は音痴で、運動も苦手である。
ゲラチョ
性別 - ♂
声 - 愛河里花子
テレビから生まれた「テレビのかみさま」。一人称は主に「おれ」で稀に「おれ様」。語尾に「○○チョ」とつけて喋る。
本名は「ゲラゲラのツッコミのみこと」。単独での魔法の言葉は「ゲラゲラゲラッチョ ヨーチェケラ!」。恐竜のような姿でモヒカンのような髪型をしている。
たまごパンツのマークは赤いふきだしに笑った顔が描かれたデザイン。イメージバックグラウンドはテレビとふきだしに笑った顔が描かれたマークの背景。卵にヒップアタックした時のマークはギザギザのふきだし。尻尾はコンセントの形。玩具として商品化されたときのかくれたまの色も黄緑色。瞳の色は朱色とオレンジ色。
お笑い大好きで、負けず嫌いの男の子。自分でも「テレビのかみさま」だということをよく忘れてしまい、「笑いの神様」だと勝手に言っていたくらいのお笑い好き。ラキたまとはライバルかつケンカ友達である。
キラリス
性別 - ♀
声 - 柚木涼香
四葉美里が愛用していたリップスティックから生まれた「リップのかみさま」。一人称は「私」または「あたし」。女王様口調でやや冷ややか。女言葉と「ん」を合わせたという口調で話す。
本名は「キラキラのラブラブのリップスティックのみこと」。単独での魔法の言葉は「キラキラキラリス キラキッス♡」。
たまごパンツのマークは大小の二つの黄色いキラキラマーク。イメージバックグラウンドはキラキラマークとハートの背景。卵にヒップアタックした時のマークもキラキラマーク。玩具として商品化されたときのかくれたまの色は藤色。瞳の色は金色と橙色。
頭の左側には真ん中に紅色のハートの飾りのついた金色のティアラを付けている。得意技は「あたしのウインク光線」。セクシーで少しわがままな性格の女の子。好物はお餅料理。本人曰くラキたまたちよりお姉さんで、とてもオシャレ（故に汚れることを嫌っている）。良くも悪くも自己陶酔型で、ナルシストな一面も垣間見せる。美里を「美里ちゃん」と呼ぶ。
モグタン
性別 - ♂
声 - 村瀬迪与
フォークから生まれた「フォークのかみさま」。一人称は「ぼく」。語尾に「○○ぐぅ」とつけて喋る。口癖は「はらぺこり〜た！」。
本名は「モグモグのペコリータのみこと」。単独での魔法の言葉は「もぐも〜 もぐた〜 もごもごぺ〜」。
たまごパンツのマークは菫色のコック帽。イメージバックグラウンドはキャンディとコック帽の背景。卵にヒップアタックした時のマークはドーナツ。玩具として商品化されたときのかくれたまの色はレモン色。瞳の色は紫色と菫色。尻尾はフォークで、食べ物のにおいに反応する。
普通のここたまよりも体の横幅が大きく、体重はここたまの中ではかなり重い。
くいしんぼうなのんびり屋の男の子。寝ている場面も目立つが、食べ物に関することになると熱くなる。
食べ物に対する執着が強く、生マシュマロを誰よりも気に入っていてすぐに作れるようになった以降、料理をする時には頼りにされる。
サリーヌ&パリーヌ
「リンスインシャンプーのかみさま」。双子なのに全く正反対の性格である。2人揃っての魔法の言葉は「あわわん つるるん さっぱりりん!」。イメージバックグラウンドはリンスインシャンプーとしずくの中にキラキラマークやハートマークの背景。
双子姉弟でかくれたま1個を共有している。寝る時や隠れる時や隠れる時はギザギザに割れた半分の卵のような描写となっており、顔が隠しきれていない場合がある。玩具として商品化されたときのかくれたまの色は淡い青色。
2人とも極度の潔癖症で、体が汚れると理性を失い大暴れしてしまうが、清潔になるとそのことは忘れる。
2人一緒に登場することが多く、別々での登場は男女別の時を除くと、ほとんどない。
サリーヌ
性別 - ♀
声 - 藤村歩
パリーヌの双子の姉。本名は「さっぱりアワアワあらいのみこと」。一人称は「わたし」。
たまごパンツのマークは淡い青色のしずくの中に白いキラキラマーク。瞳の色は暗い青緑色と青緑色。
元気いっぱいで積極的。好奇心旺盛でいつも笑顔の女の子。対照的な性格のパリーヌをよく励ましている。ポジティブ思考で、恐いものにも平気で手を出すなど、何かとトラブルメーカーである。口癖は「さっぱり○○する（しない）」、「大丈夫」、「平気」など。
かくれたまは彼女の方に持っているため、かくれたまに入って全身を隠して逃げる際には必ずパリーヌをおいてってしまう。
パリーヌ
性別 - ♂
声 - 白鳥由里
サリーヌの双子の弟。本名は「さっぱりツヤツヤあらいのみこと」。一人称は「ぼく」。
たまごパンツのマークは淡い青色のしずくの中に白いハートマーク。耳がサリーヌより垂れている男の子。瞳の色は赤色と薄い赤色。
引っ込み思案でネガティブ思考で、陰気で根暗な面もある上に、他のここたまとは違いかくれたまを持っていないため、かくれたまをサリーヌに独り占めにされたり、みんな卵に入っている中自分だけ素の姿で走っているなどついてなく、彼がかくれたまに入るシーンはほとんど描写していない。
スキージャンプで華麗な着地を披露したりと、意外な身体能力の高さを仄めかす一面もあるが、本人は自覚していない。おシャキに似てやや繊細で几帳面な所もある。
ミシル
性別 - ♀
声 - 折笠富美子
「ポストのかみさま」。
本名は「ミルミルのシルシルのスクープゲットのみこと」。一人称は「あたち」。単独での魔法の言葉は「ミルミルシルシル ミシルルルー♪」。
たまごパンツのマークは緑色の手紙。イメージバックグラウンドはコードネーム346の独特なデザインのサングラスと電話と携帯電話と手紙の背景。体のサイズが他のここたまより少し小さい。尻尾は円錐形で、郵便記号のような模様がある。玩具として商品化されたときのかくれたまの色はサーモンピンク。瞳の色は深緑色と緑色。
ここたまハウスにある電話機は共有物であるが、ミシルが使用することが多い（この電話機はここたま同士の電話機だけでなく、本物の電話機にも繋ぐことができる）。
舌足らずなので、「し」の発音がしばしば「ち」に変わる。ここたまハウスの女王になることを夢見ている女の子。好物はマドレーヌで、ピーマンが苦手である。
コードネーム346（〜さんよんろく）
スパイここたま。独特なデザインのサングラスを掛けている。
風呂敷をマント代わりにして空を飛ぶことができ、スパイの調査など色々役に立つ面もある。
その正体は紛れもなくミシルである（ただし、それを認めているのはビビットのみ）。ラキたま以外の主要人物は正体に気付いており、彼らから依頼を受けることもある。

###### その他のこころ組のここたま
カンナ
性別 - ♀
声 - 藤田咲
時計から生まれた「とけいのかみさま」。たまごパンツのマークは薄い桃色の時計。首元には金色の卵の飾りがついている。玩具として商品化されたときのかくれたまの色は空色。瞳の色はダークマゼンタと薄いマゼンタで菱形のハイライトが入っている。語尾に「○○ポン」とつけて喋る。一人称は「わたし」。
単独での魔法の言葉は「ジカン チクタク ポーンポーン!」。
真面目で努力家な女の子。一人前になったばかりだが、自分の一人前のパンツをなくしてしまい、たまごパンツに戻ってしまった。そのパンツが見つかるまで、こころが以前作ったお泊りハウスに部屋を設けた上で居候することになった。

##### のぞみ組のここたまたち

###### のぞみと「ヒミツのけいやく」のここたま
ビビット
性別 - ♀
声 - 矢作紗友里
「ロケットペンダントのかみさま」。一人称は「わたし」。
本名は「ビビットハートのみこと」。単独での魔法の言葉は「ハートビビット ビビットビート!」。他のキャラクターのことを呼ぶ時は呼び捨てである。
たまごパンツのマークはメロリーのと同じ色のハートに濃いピンク色の鍵がささったデザイン。イメージバックグラウンドはハートのリングとカギの背景。尻尾もハート型で、彼女が誕生したペンダントの形を模している。玩具として商品化されたときのかくれたまの色もターコイズブルー。瞳の色は濃いピンク色とピンク色でつり目。キラリス曰く美形。
性格はクールで努力家なボーイッシュここたま。頭が良くて運動神経も抜群である女の子。
のぞみの家では車の形をしたハウスで生活しており、ラキたまたちの行動を参考にして作った紙飛行機で自由に空を飛ぶことができる。
のぞみと共にハッピーハンターの活動に打ち込み、こころ組のここたまたちよりも真剣に「一人前のここたま」になることを目指していて、魔法の精度もラキたまたちとは一線を画している。
のぞみとほぼセットで登場し、「大家さんここたま」の後から生まれた3人と同程度の登場頻度。

###### のぞみの元パートナーのここたまたち
ピンコとレンジ
自動車型の店「ポンポコショップ」を経営している商人ここたまの2人組。
外出していた隙に家の住人であるのぞみが引っ越してしまい、それ以来荷物に紛れるなどして放浪の旅をしていた。その後のぞみと再会し、「契約はできないが、時々ビビットの家を店として使う」ことができるようになった。
ニコリが誕生した後は、ほとんどはこの2人がニコリの世話をしており、現在も彼女と一緒にいる時も多い。
ピンコ
性別 - ♀
声 - 儀武ゆう子
「おさいふのかみさま」。一人称は「私」。単独での魔法の言葉は「ショッピン ホッピン まいどあり〜〜♪」。
たまごパンツのマークは濃いオレンジ色の買い物かご。イメージバックグラウンドはがま口財布と買い物かごと中抜きのリボンの背景。尻尾はがま口財布であり、その尻尾は自分より小さい小物を中に入れることができる。瞳の色は明るい朱色と薄橙色。
頭の突起の付け根にはリング付きの中抜きの赤いミニリボンをつけている女の子。
レンジと共に放浪の旅をしていた。レンジが家具のアレンジをしている間、ピンコは「ぽんぽんっぽこぽんっ」という呪文を唱え続ける癖がある（この呪文は後述の携帯電話の着信音でもある）。
常にリポーターのように敬語で話し、商売熱心でプレゼンテーション能力に長けているが、天然ボケで大雑把な性格のため、いつもレンジに手を焼かせている。
のぞみやニコリには呼び捨てで呼んでいるが、レンジにはさん付けで、他のここたまからも呼び捨てされていないメンバーがいるようである。
携帯電話を所持しており、電話での注文も受けている。
ニコリ誕生後は、商売しながらニコリの世話もしているが、他のここたまに任せることもある。
レンジ
性別 - ♂
声 - 遠藤綾
「えふでのかみさま」。一人称は「おれ」。単独での魔法の言葉は「レンジ アレンジ チェンジン グ〜!」。
たまごパンツのマークは赤いチューブから絵具が出たデザイン。イメージバックグラウンドはとんかちとのみとのこぎりとチューブから絵具が出たマークの背景。瞳の色は濃い赤色とサーモンピンク。
かわいらしい外見でつぶらなひとみをしているとは裏腹に、言葉遣いが荒くべらんめえ口調、短気かつ熱血漢な性格で、怒るとさらに怖くなるが、正義感は強い。男の子ここたまでは珍しくまつげが描かれているため、女の子に間違われやすいらしく、間違われると激怒して額・頬・尻尾の先に赤い模様が出てくる。
ピンコのツッコミ役でもある。物を作ることが得意で、ピンコと「テレポンショッピング」という商売をしている。職人気質で、物作りへのこだわりや愛着が強い。商売は地道にコツコツするものだと捉えている。
ニコリ
性別 - ♀
声 - 本渡楓
のぞみが幼少期から使っているタオルから生まれた「タオルのかみさま」。のぞみにとっては、初めて卵を割って「誕生」させたここたまでもある。ピンコ・レンジと同様にのぞみとは契約していない。単独での魔法の言葉は「ばぶばぶばぶぶ ばーぶぶぶ〜!」。
たまごパンツのマークは黄緑色のお花。イメージバックグラウンドはタオルとおしゃぶりとお花の背景。瞳の色は暗い黄緑色と黄緑色。
人間でいうと乳児のようで、言葉を話すことはできないが、他のここたまと同様に魔法は使える。泣き虫であり泣くこともしばしば。体も他のここたまに比べ一回り小さい。尻尾はリスの尻尾の形をしておりとても大きい。女の子ここたまの中では唯一まつげが描かれていない。
幼い頃、のぞみにタオルを握らせるとすぐ「にっこり」したことから、「ニコリ」と呼ばれている。歩行は可能なようで、時には離れた場所までいなくなることがある。
彼女の怖い顔はとても怖ろしく、ビビットは気絶し、たませんにんは逃走している。
不貞腐れると、尻尾を頭に乗せる癖がある。

##### ひかりと「ヒミツのけいやく」のここたま
ライチ
性別 - ♂
声 - 七瀬彩夏
第80話から登場。ひかりの宝物であるトランプのカードから生まれた「トランプのかみさま」。一人称は「ぼく」。単独での魔法の言葉は「ミライクルクル ショータイム!」。
たまごパンツのマークはお豆型の濃い空色の時計。イメージバックグラウンドはお豆型の時計とスペードと五芒星の星の背景。玩具として商品化されたときのかくれたまの色は薄水色。瞳の色はやや暗い青色と浅い青色。
見た目はユニコーンに近く、頭にツノが生えている。
とてものんびり屋で、おっちょこちょいな性格の男の子。少し先の未来を予知する魔法の能力を持っている。

##### その他のここたま（メインキャラクター）
テップル
性別 - ♀
声 - 伊瀬茉莉也
『映画 かみさまみならい ヒミツのここたま 奇跡をおこせ♪テップルとドキドキここたま界』で先に登場し、第107話Aパートでテレビアニメに初登場した。
「ダンスシューズのかみさま」。本名は「ナイスステップ プルプルリズムのみこと」。明るくて、ダンスがとっても上手な女の子。たまごパンツのマークはぼうとはたの部分が翼になっている水色の八分音符。瞳の色は青に近い水色と水色。イメージバックグラウンドは足跡とダンスシューズ。単独での魔法の言葉は「タップステップ プルルップ!」。語尾に「○○プル」とつけて喋る。一人称は「わたし」。

### サブキャラクター

#### ここたまたち（サブキャラクター）

##### ノラたまトリオ
本作におけるライバルここたま。
公園の遊具から生まれた3人組のここたま。3人共たまごパンツの形状が普通のここたまよりもいびつになっている。単独での魔法の言葉は3人共「○○ ノラッたま!」。
生まれた当初は他のここたまと同じように公園に来る子供たちをさり気なく助けていたが、その公園が飽きられて寂れてしまったことがきっかけで（特にユラノが）人間を毛嫌いするようになった。
こころやのぞみが「ここたまランド」を作ってからは、公園の奥部分にある山あいの茂みを設置場所として提供している。
ユラノ
性別 - ♀
声 - 豊口めぐみ、長沢美樹（第55話から第69話までの代役）
「ブランコのかみさま」でノラたまトリオのリーダー。単独での魔法の言葉は「ゆらり ゆられの のらったま!」。
たまごパンツのマークは濃い桃色のふきだしの中に白いびっくりマーク。イメージバックグラウンドは鎖とラインストーンとびっくりマークの背景。尻尾はブランコの鎖のついている部分でそれもついている。瞳の色は黒色と濃い桃色で目は黄色い。耳は猫の耳のように短く尖っており、右耳には銀色のラインストーン型のピアスをつけている。
一人称は「アタイ」。男勝りで短気な性格で、「かわいい」と言われると怒り出すが、カエルが苦手だったり、バレンタインデーのチョコ作りに参加するなど、女の子らしい一面も持つ。
とくまる
性別 - ♂
声 - 寺崎裕香
「シーソーのかみさま」。単独での魔法の言葉は「まるっと とくする のらったま!」。
たまごパンツのマークは紫色の天秤ばかり。イメージバックグラウンドは天秤ばかりと三角と渦巻きとシーソーと自身のシーソーの尻尾の背景。瞳の色は暗い紫色と紫色でややつり目。
一人称は「おいら」。お喋りなお調子者で語尾に「○○でヤンス」とつけて喋る。頭の渦巻き型の突起は本人の感情によって形が変化する。ユラノを「ユラノ姉さん」と呼んで慕っているが、余計なことを言って、ユラノに蹴飛ばされることも多い男の子。
ムキテツ
性別 - ♂
声 - 坪井智浩
「てつぼうのかみさま」。単独での魔法の言葉は「ムテキ ワンリキ のらったま!」。
たまごパンツのマークは黄色いダンベル。イメージバックグラウンドはダンベルと自身のてつぼうの尻尾の背景。瞳の色は暗い灰色と灰色でほとんどジト目。耳は犬のように長く垂れている。
一人称は「おれ」。体のサイズが普通のここたまより少し大きく、アスリート体質で、こころを持ち上げるほどの怪力を持つ。
とくまるに耳打ちをして代弁を頼むほど、かなり無口で名乗るとき以外はほとんど喋らないが、話のオチを担当することが多い。
本人曰く、体格に似合わず少食らしい。

##### ひかりのここトレハウスの関係者など
ピコタ
性別 - ♂
声 - 真堂圭
初登場は第85話。
街の印刷工場の印刷機から生まれた「いんさつきのかみさま」。
本名は「ピピピとコピーでありますのみこと」。一人称は「ピコタ」で、語尾に「○○であります」とつけて喋る。単独での魔法の言葉は「ピタット コピッタ ピピピのピ！」。
たまごパンツのマークは縦にした山吹色の四角い紙らしきのが3つ並んだようなデザイン。尻尾は印刷機についていたハンドル。玩具として商品化されたときのかくれたまの色は明るいエメラルドグリーン。
自分が生まれた印刷機のある工場で働く飯沼工場長を助けるため、ライチと一緒にここトレハウスで修行に勤しむ。
魔法で人の声を完璧にコピーすることができるが、「○○であります」という普段の語尾は残ってしまう。
ロボットのような外見をしていて、メモをよくとるほどのまじめな性格だが、少々ドジで泣き虫な一面もある男の子。
瞳は横長四角のように細めており、目の色は山吹色である。頭にはぜんまいのハンドルの形をしたねじをつけているが、それが外れると理性を失い大暴れしてしまう。ねじ以外の物を頭につけることも可能であるが、言動が不安定になる。
また、歩行中に曲がるときは直角にしか曲がれない。
ショコランシェ
性別 - ♀
声 - 広橋涼
初登場は第99話。
ランドセルから生まれた「ランドセルのかみさま」。本名は「ランランのシェアするわのみこと」。
りのちゃんが持っているランドセルから生まれたここたま。一人称は「あたし」で、好奇心旺盛で熱血な女の子。とても力持ち。単独での魔法の言葉は「よっこらシェーの どっこいシェー」。
たまごパンツのマークは紫色の半円2つを向かい合わせたようなデザイン。瞳の色は紫色と薄紫色。尻尾はランドセル。玩具として商品化されたときのかくれたまの色は茶色。
りのちゃんの役に立つために、ライチと一緒にここトレハウスで修行をしていて、ライチのことを「お兄ちゃん」と呼び親しんでいる。
挫けそうになると、「がんばれがんばれあたし、負けるな負けるなあたし」と自身を鼓舞する。
魔法の効果は人間の「マイナスの感情」を吹き飛ばすものであるが、副作用でその重みが自分に返ってくる。また、魔法が失敗すると周りの無関係な人間までマイナスの感情に覆われてしまう。
猪突猛進で肝っ魂が大きい性格なので、恐ろしいことでも何でも挑戦してしまう。好物はチョコレート。
ポカリンとヒートン
ことねちゃんの家で生まれた2人組のここたま。玩具として商品化されたときのかくれたまの色は金色。
ポカリン
性別 - ♀
声 - 井口裕香
てぶくろから生まれた「てぶくろのかみさま」。本名は「ぽかぽかのあったかつつみのみこと」。
たまごパンツのマークはシアン色の太陽。瞳の色は青色とシアン色。一人称は「わたし」で、語尾に「○○リン」とつけて喋る。また、恥ずかしい時や激昂した時に、「ポポポー!」と口にする。以前住んでいた家を飛び出し、自分を必要とする場所を旅をしていて、こころが住む青空町にやってきた女の子。
単独での魔法の言葉は「ポカポカポッポー ポカポッポー！」。かなりの恥ずかしがり屋で、恥ずかしくなると耳と手を使って顔を隠し、体全体が熱をもって周りが温かくなる。また、激昂するとさらに加熱し、周囲がサウナのような熱気に包まれてしまう。
不満点があると、手を上げて本音を包み隠さずストレートな物言いをしてしまう性格であり、自分でも気にしている。
ヒートン
性別 - ♂
声 - 金田アキ
マフラーから生まれた 「マフラーのかみさま」。一人称は「おれ」。たまごパンツのマークは緑色の太陽。瞳の色は緑色と少し薄い緑色。単独での魔法の言葉は「ポカポカあったかヒートアップ!」。本名は「ヒートであったかくるみのみこと」。
ポカリンとは同じ家で生まれた相棒のここたまであり、当初は一緒にここたま活動をしていたがポカリンが家を出て行ってしまったため、ポカリンを探すために青空町を訪れる。クールでぶっきらぼうだが、根は優しくて恥ずかしがり屋。ポカリン同様、照れると周りが温かくなる。ポカリンを連れ戻すまでの間、ノラたまトリオが暮らす公園に住んでいた。
勝負ごとに強く、ノラたまトリオの前でも物怖じしない男の子。

##### 一人前のここたまたち
たませんにん
性別 - ♂
声 - 坪井智浩
仙人のここたまで、一人称は「わし」。
一人前のここたまであるため、たまごパンツではなく、「仙」と書かれたふんどしを付けている。ラキたまたちよりは魔法の精度も高く、共通の言葉だけで魔法が使える。雲のような形の乗り物「仙グウェイ」を使って飛行することができる。
たまシャイン
性別 - ♀
声 - 木下紗華
一人前のここたまのひとりであり、スタンプから生まれた「スタンプのかみさま」。玩具として商品化されたときのかくれたまの色は紫色。登場時には画面が暗転した後に「いつでもどこでもあなたを照らす、あなたのそばにたまシャイン」と決めゼリフを言って参上する。
新人の一人前ここたまや見習いここたまの教育係。修行に厳しく、ここたま界から常にカンナたちの行動を監視しており、彼女曰く"出来が悪いここたまほど、教育し甲斐がある"らしい。
また、浮遊する椅子に座っていることが多い。
ここせんにん
性別 - ♂
声 - 中村大樹
たませんにんと同じく仙人のここたまで、一人称は「わし」。
たませんにんとそっくりな見た目だが、ここせんにんは緑のふんどしとあごひげが特徴である。
チャーリー
性別 - ♂
声 - 小平有希
「じてんしゃのかみさま」。スーイと同じ家の自転車から生まれたここたま。一人前ここたまで、ここたま界のお尻湯の店番をしている男の子。
スーイよりも一足早く一人前ここたまになったため、彼女とは離れ離れとなる。とても物知り。

#### 人間界

##### ここたま契約者の家族

###### 四葉家
四葉 まこと（よつば まこと）
声 - 寺崎裕香
こころの弟。一人称は「おれ」。年齢は7歳。
やんちゃな性格で女心には鈍感で、運動神経は高い（試合で自身のミスがクラスの敗北に繋がっているほど）。好きなものはゲーム。苦手なものはピーマンと勉強。
四葉 幸一（よつば こういち）
声 - 坪井智浩
こころの父。職業は建築家。一人称は「ぼく」だが、「おれ」と言ったことがある。
娘のこころや妻の美里同様に温厚な人物。だが、美里が少し丸くなった（太ってきた）ことをからかったり、ピアノのミスで言い訳をしたこともある。
四葉 美里（よつば みさと）
声 - 折笠富美子
こころの母。手芸店勤務。一人称は「わたし（子供たちに対しては「お母さん」）」。旧姓は「八千草（やちぐさ）」。
優しくて容姿端麗だが、気が短いところもある。
手芸の腕前に関しては、第43話Aパートではケイトの浴衣制作を手伝ったほど。
八千草 晴子
声 - かかずゆみ
こころの母方の祖母。名前は第94話の字幕にて判明。こころに物を大切にするよう教えている。一人称は「私」。
離島で明生と暮らしている。
第44話で顔を見せるまでは、声のみの登場だった。
八千草 明生
声 - 岡部涼音
こころの母方の祖父。離島で野菜を育てている。
アマンダ
声 - 柚木涼香
四葉家に飼われているメス猫。ここたまのことを認識しており、ラキたまたちを乗せて移動することもある。
とてもきれい好きで、異臭や体が汚れたり雨や水に濡れたりするのを嫌う。

###### 桜井家
桜井 勇次郎
声 - 布施川一寛
のぞみの父。職業は冒険家。第30話でののぞみの回想内で初登場し、第59話で正式登場を果たす。一人称は「おれ」。
豪快な性格でマイペースだが、冒険家ならではの冷静さも持つ。
桜井 玲美
声 - 豊崎愛生
のぞみの母。職業はジャーナリスト。第30話でののぞみの回想内で初登場し、第39話で正式登場を果たす。一人称は「わたし」。
夫の勇次郎に対しては「ゆうちゃん」と呼ぶ。

###### 蝶野家
蝶野 てるよ
声 - 相川奈都姫
ひかりの母。第81話にて初登場。一人称は「私」。
蝶野 みつお
声 - 岡部涼音
ひかりの父。第117話Aパートにて初登場。

##### ひだまり小学校関係者
クラス数が多く、学年によっては5組まである。こころたちの住む街の一部が小さな丘陵となっており、そこに建造されている。
大槻 あやか（おおつき あやか）
声 - 芝崎典子
こころの親友。一人称は「私」。
短髪でボーイッシュな少女で、正義感が強くスポーツ好き。夏祭りの時に浴衣ではない普段着であるなどオシャレの関心は少し低い。
のぞみのことを「大人っぽい」と言っていた1人で、運動面でも評価していた。
メンバーをまとめるのが好きで、クラスの班ではリーダーになっている。
星野 ひな（ほしの ひな）
声 - 三上遥香
こころの親友で一人称は「わたし」。
前髪が短い少女。オシャレ好きで、左右で色が違うヘアピンをたくさん付けている。誕生日は3月3日。
鉄棒が苦手だったが、ラキたまやメロリーの歌のお陰でできるようになった。
一之瀬 清太郎（いちのせ せいたろう）
声 - 比留間俊哉
一人称は「おれ」。スポーツが得意で、サッカー好き。
冷静で真面目な性格、漫才好きな面もある。
クラス一のイケメンで、こころだけでなく他校の女子にまで好意を抱かれているが、女心はあまり理解できていない様子。
親族の姫野家では子どものブタをペットとしており、留守の間は面倒を見ることになっていた。
渡部 篤志（わたべ あつし）
声 - 西墻由香
こころと同じ班の男子。一人称は「おれ」。身長はこころよりも低く、わんぱくなお調子者で、女子たちに迷惑をかけることも。一方、料理が得意。
宮本 勝
声 - 岡部涼音
こころと同じ班の男子。一人称は「おれ」。身長はのぞみよりも高く、がっちり系。空手が得意。
仁科 清美（にしな きよみ）
声 - 村瀬迪与
八幡くんと一緒に新聞係を務めている女子で、カメラを首から下げている。珍しい特ダネを集めるのが趣味。一人称は「私」。
双子の妹「歩美（あゆみ）」と「佳美（よしみ）」（声 - 相川奈都姫・湯浅かえで）がいて、共にオカルト好き。通称オカルト探偵仁科三姉妹。
長谷川 ケイト（はせがわ ケイト）
声 - 湯浅かえで
金髪の女子。一人称は「私」。アイドルになることを目指している。
専用の挿入歌（後述）がある。
秋川 かえで（あきかわ かえで）
声 - 相川奈都姫
ケイトと親しい女子。一人称は「私」。山が好きで、休みには父とよく登山しているらしい。
高村 陽子（たかむら ようこ）
声 - 寺崎裕香
こころのクラスの学級委員の女子。一人称は「私」。ピーちゃんという名前のオウムを飼っている。
委員長らしく、真面目な性格である。
繋 光弘
声 - 森千晃
いたずら好きでオッチョコチョイ。清太郎同様スポーツは得意。一人称は「おれ」。
青山 晴
声 - 寺崎裕香
一人称は「ぼく」。勉強が得意で学年1位な男子。その反面、スポーツは苦手。
近藤 琢磨
声 - 相川奈都姫
一人称は「おれ」。
北山 峰子（きたやま みねこ）
声 - 愛河里花子
こころのクラス担任の中年女性。「メリー」という犬を飼っており、よく可愛がっている。一人称は「私」で口調はとてもお淑やか。
西園寺 あかね（さいおんじ あかね）
声 - 藤村歩（19話から37話まで） → 白鳥由里（56話以降）
初登場は第19話。一人称は「私」。
まことの同級生の女子。家はとても裕福で、世話係（ばあや）はフネ（声 - 西墻由香）、また七五三の回では父（声 - 岡部涼音）と母が登場した。
まことに想いを寄せており、将来は彼を夫にするつもりでいる。そのため、まことの姉のこころを「お姉様」（義姉の意）と呼ぶ。
ペレレ
声 - 井上優
第9話で登場。
ブラジルから転校してきた6年生の男子。一人称は「ミー」。サッカーが得意。
成田 きんじ
声 - 相川奈都姫
こころと同じ学校に通う男子。一人称は「ぼく」。
裕福な家庭ではなかったが、父親が仕事で大成功し、大金持ちになる。
八幡 実（やわた みのる）
声 - 湯浅かえで
こころの同級生の男子。仁科さんとともに新聞係である。一人称は「ぼく」。絵を描くのが好き。

## 作中用語

### ここたま関連
魔法
ここたまが使う魔法。お尻を振りながら魔法をかける。
主要ここたまたちが使う魔法
こころ組のここたまたち・のぞみ組のここたまたち・ひかりと「ヒミツのけいやく」のここたま・ノラたまトリオ・テップルと言ったこのここたまたちは、普通のここたま（ここトレハウスの関係者などとサブキャラクターのここたまたち）やたませんにんとは違い、魔法を使う際の背景は全て以下の背景で固定されている。
ただし、魔法の言葉の成立が失敗すれば背景は変化しない。
単独で魔法を使う際
序盤は単独で魔法を使う主要ここたまのイメージバックグラウンドになる。なお、その背景のシーンになっている時の魔法バンクの動きは様々である。話によっては、カットされる場合もある。
中盤はオレンジ色の雲が左へ移動するように、上の後ろが雲の多い空になり、上から光が昇ってき、上の両側の端っこには2つのたまごがあり、下の端っこには黄色い煙が出てき、下の真ん中が地球の上の部分になっているという背景に変わった時に、お尻を振りながら「ここんぽいぽいここったま！」と言う。
終盤は各自の言葉を言った際に上の両側の端っこの2つのたまごが1つのたまごになり、そのたまごが光りだす。
なお、サリーヌ&パリーヌは双子なので2人1組で魔法を使う。
中盤以降の背景や次回予告などにも使用されているBGMは全員共通だが、ビビットのみ別のBGMが使用されている上にそのBGMで固定されている。
ミックス（？）魔法
背景やシーンは単独で魔法を使う際のシーンと同様。
なお、第126話までの現在の種類はメロリー・おシャキ・ゲラチョの3人が使う魔法、ラキたまとビビットの2人が使う魔法、ラキたま以外のこころ組のここたまたち（メロリー・おシャキ・ゲラチョ・キラリス・モグタン・サリーヌ&パリーヌ・ミシルの8人）が使う魔法のもの現在3種類である。
合体魔法
背景は宇宙のような背景になる。
序盤はみんなで魔法を使う際には全員がたまごにヒップアタックをする。
中盤は画面の角っこに黄色い煙がでてき、地球の中央に卵がある背景で好きなポーズを決めた後にみんなでお尻を振りながら「ここんぽいぽいここったま！」と1回目に言う。
終盤は「ここんぽいぽいここったま！」と2回目に言った際に中央のたまごが七色に光りだす。
なお、第126話までの現在の種類は6人の主人公ここたま（ラキたま・メロリー・おシャキ・ゲラチョ・キラリス・モグタンの6人）が使う合体魔法、こころ組のここたまたち（以上の6人・サリーヌ&パリーヌ・ミシルの9人）が使う合体魔法、ノラたまトリオ（ユラノ・とくまる・ムキテツの3人）が使う合体魔法のもの現在3種類である。
禁断魔法（きんだんまほう）
たませんにんが持っていたここたま大事典に掲載されていた魔法で「禁断魔法を使うとすぐ一人前のここたまになれるが、禁断魔法を使ったここたまは消息不明となるので使わないように」とたま仙人が忠告したが、のぞみの願いを早く叶えたいがためにビビットが独断で使用した。
やり方は、「自身がもっているかくれたまに1000回魔法をかけ、かけ終わったらそのかくれたまに飛び込む」というもので、それを実行したビビットのかくれたまが粉々になって消滅し、ビビットも昏睡状態に陥ってしまった。
最終的に、こころ組のここたまたち、ビビット以外ののぞみ組のここたまたち（ピンコ・レンジ・ニコリの3人）、これまでに登場したここたまたちによる合体魔法で奇跡的にビビットのかくれたまが修復され、ビビットも昏睡状態から脱した。
この禁断魔法を使った影響か、これまでビビットが集めたハッピースターは全て消失している。
ここんぽいぽいここったま！
ここたまが魔法を使う時に最初にいう魔法の言葉。単独で魔法を使うときは、この後に各自の言葉が続く。
みならいのここたまたちが合体魔法を使うときや、一人前のここたまは、この言葉を2回言う。
たまごマーク
ここたまたちの目に、契約者の両側の頬に白いたまごがついているように見えるここたま契約者の証。これで普通の人間と見分けることができる。
なお、主要ここたま（こころ組のここたまたち・のぞみ組のここたまたち・ひかりと「ヒミツのけいやく」のここたま・ノラたまトリオ・テップル）が契約者の人間を見た場合、契約者の両側の頬に白いたまごがついているように描写されている。
また、このマークは通常ではここたまたちにも見えず、特定の動作（ジト目）をするとたまごマークの有無が分かるという描写がなされている。
ここたまハウス
広義
「ヒミツのけいやく」を結ぶ人間が、その日のうちに作らなくてはならない、ここたまの住む家。達成できない場合、そのここたまは消えてしまうという。
狭義
こころと契約したここたまたちが住む家。第1話Bパートではラキたまと契約する際に、色鉛筆で描いた完成予想図を元に、家にあった不用な物から完成させた。当初は2階建てだった。
第16話ではサリーヌ&パリーヌ、ミシル登場時に4階建てに増改築してエレベーターが搭載され、第55話では玄関が追加された。
くるまのにぎやかショップ
桜井のぞみがつくったビビットのここたまハウス。店としても使うことが可能。
さいほうばこのおとまりハウス
第78話Bパートで修業の旅に出たゲラチョのためにつくられた、持ち運びに便利なかばん型のここたまハウス。
ドキドキここトレハウス
第80話で蝶野ひかりがつくったライチのここたまハウス。
くまでのここたまこうえん
第21話Aパートでこころがつくり、同話のBパートで完成させたここたまのこうえん。
ここたまランド
第40話でこころとのぞみがつくったここたまの遊園地。
ハンドソープのここたまクリニック
第87話でホットニーのためにつくったここたまの病院。
パンツ
ここたまたちがはいているパンツ。
たまごパンツ
見習いの証であり、四次元ポケットのように、かくれたまやここたま契約書を収納する。
このパンツにはここたまのそれぞれのイメージマークが描かれている。
いちにんまえのパンツ
映画で登場したパンツ。
一人前のここたま
黄色い星のマークの描かれた色付きパンツを穿いている。そのパンツをなくすとたまごパンツに戻ってしまう。
見習いのここたま
ここたま界に行くためのライン入りのパンツになっている。このパンツには上端がたまごパンツのマークの色と同色のラインつきでマークは初心者マークを表しているのか、緑色と黄色のツートンカラーの星のマークが描かれている。このパンツをたま仙人から貸与され、さらに蝶ネクタイもつけたここたまドール（ラキたま＆メロリー）が発売された。
後にアニメでも再登場してたまシャインから課された試練を突破したラキたまたちが着用している。
たまシャイン曰く、見習いパンツは本来特例中の特例であり、後処理が大変だったと語られている。
かくれたま
ここたまが人間に見つからないように隠れたり就寝に使うたまご。基本的には一人用なのか、双子であるサリーヌ＆パリーヌのように共有しているここたまもいる。
ハッピースター（後述）を収納することもでき、主要ここたま（こころ組のここたまたち・のぞみ組のここたまたち・ひかりと「ヒミツのけいやく」のここたま・ノラたまトリオ・テップル）の場合はそれが増えた際は各々のイメージカラーに光る。
色は本編では全員白であるが、ラキたま以外の一部を除くここたまが玩具として商品化されたときでは色付きとなっている。
コンコンパカッ
たまごからここたまが出てくるときの音。
そのここたまのうまれた物が壊れている状態ではたまごは割れないが、そのここたまのうまれた物が直るとたまごを割ることができるようになる。
お尻でタッチ
ここたまが幸せになったり、なにかが成功したりすることで2人でお尻でタッチをする癖のこと。
なお、第126話までの現在の種類はラキたまとメロリー、おシャキとゲラチョ、キラリスとモグタン、ラキたまとゲラチョ、サリーヌとパリーヌ、ピンコとレンジ、モグタンとミシル、ラキたまとビビット、ポカリンとヒートンのするもの現在9種類。
ここたま契約書
ここたまが人間との「ヒミツのけいやく」を結ぶときに使う用紙。
アニメではどの契約もここたまがお尻ハンコをする（捺印）だけで契約が成立する。
「ヒミツのけいやく」
ここたまが人間との「ヒミツのけいやく」を結ぶときにする契約。
アニメではその契約を結ぶにはここたまハウスを完成するのとねがいごとを書く必要がある。
ただし、1人の人間は1人のここたまとしか「ヒミツのけいやく」を結ぶことができない。
「大家さんけいやく」
こころが彼女と契約したがっているメロリーのために考えた契約。
用紙の一番上に描かれてある「ここたま」の左横に「大家さん」とかくのみでねがいごとを書く必要はない。
しかも複数のここたまとの契約が可能である。
仮契約書
ライチのみが持っているここたま契約書。「ここたま」の左横に赤文字で（仮）と書かれている。その裏には願い事を書く欄がなく、「ほかのここたまのしゅぎょうをおてつだいしなければならない」と赤字の太文字で書かれている。
たませんにん曰く、「仮けいやくというのは一度契約を破ってしまった人間とここたまのやり直すチャンス」。しかも契約書に書いた願いは、破ってしまうと二度と願いが叶わなくなるというなんとも重いペナルティがあった。
しんさ
たませんにんが人間と「ヒミツのけいやく」を結んだここたまだけとできるしんさ。なお、「大家さんけいやく」のここたま全員はしんさできない。
また、合格の場合はけいやく更新となるが、不合格の場合はけいやく解除となるというが、これが本当のことなのかは明らかになっていない。
ここたまガールズ
メロリー、おシャキ、キラリス、サリーヌ、ミシルの女の子ここたまで構成されたチーム。第19話ではモグタンやこころとともに、チョコレートや生マシュマロを作った。
逆の組み合わせ（男の子ここたまであるラキたま・ゲラチョ・モグタン・パリーヌの4人）もあるが、名称は不明。
ハッピースター
人間が幸せになると出現する星。これをたくさん集めることで、一人前のここたまに近づくとされる。どれぐらい必要なのかは現時点ではたませんにんも分かっていない。相当感謝した描写の回（第31話Bパートの美里など）でも出ないことがある一方で、ささやかな幸せで出ることもあるなど、出現基準は非常に曖昧。
こまっくり
「ここたまこまりまくりのしゃっくり病」で、何をしてもしゃっくりが止まらないここたまの伝染病。第41話Bパート（ホットニー初登場回）で100年に一度の大流行が描かれている。治す方法は不明。ホットニーの玩具に含まれているカルテには、症状として「せき、ねつ、こまっくり」が印刷されていて、こまっくりのチェックボックスにチェックが入っている。
キラキラ
ここたま社会の通貨単位。ピンコが、キラキラしたものを査定して「キラキラ」に換算し、自身の扱う商品と交換する（例：ゼムクリップ5キラキラ、チョコレートの包装紙20キラキラ、ハロウィン変装用王冠10万キラキラ相当）。
ここたま界
人間界で修業を積んだここたまが、一人前になって初めて行けると言われている世界。場所などは明らかにされていないが、たませんにんが「ここたま界の入り口はすぐそばにある」とラキたまたちにヒントを出しており、映画や第132話では一連の人間界からここたま界にへの繋がるトンネルと一人前であるかを判定する専用のセンサーゲートが描写されている。
ここたま界は大小2つの浮遊島で構成されており、大きい浮遊島に一人前ここたまたちが暮らす街や施設、小さい浮遊島にハッピーツリーが鎮座している。
契約者も緑色と黄色のツートンカラーの星（正式名称不明）を付けることで訪れることができるが、ここたま界に入るとなぜか契約者の体が小さくなる。
ブルブル時計
ここたまハウスが崩壊し、家として認められなくなると現れる砂時計の形状をした魔法の時計（怖さでブルブルするのでブルブル時計と言われる）。砂が全て落ちきるまでに家を崩壊前の完全な状態に直さないと、住んでいるここたまの契約書の判子が消えてしまうが、直せば判子の印影は元通りとなる。
ウケロー応援団
ウケローを中心としたここたま応援団。
たまごタイマー
このタイマーが切れるまでにひかりと正式契約しないと「仮けいやく」が破棄されてしまうことになる。正式契約の条件はトランプの欠片を揃えることで、このトランプはライチの本当の誕生の証だった模様。
他の契約者が契約期間を貸すことにより、タイマーが切れる時間を延ばすことができるが、その場合は借りる側と貸す側の両方の契約者がテストに挑み合格（連絡手段なしで合流する）しなければならない。
ただし、契約期間を貸した側の契約者は貸した時間と同じ時間だけ契約が一時解除され、契約者ではなくなってしまう（この期間中は再契約不可、この内容は一部のここたましか伝えられていない）。この時は一定時間が経過すれば元通りになるが、たまごタイマーが破損した場合は一定時間経過しても元通りにならないだけでなく、中身がなくなった場合は契約者に戻れなくなってしまう（この場合は契約者が自らの力でここたまの存在を思い出すしか元通りに戻る方法はない）。
できたまちょう
たまシャインがラキたまたちやカンナに託した手帳でラキたまたちがハッピースターを手に入れるとたまシャインがスタンプを押す。後にカンナはできたまちょうのスタンプが一定溜まったために見習いパンツをゲットしたが、ラキたまたちは規定量に足していなかったためにたまシャインから一連の試練を与えられることとなった。

### その他用語
あおぞら町（あおぞらちょう）
本作の舞台となる町。
ひだまり小学校
こころたちが通う学校。学校名は第23話で明らかになった。
むくどり小学校
ひかりが通う学校。
マイナスパワー
人間に大切にされなかったものから生まれる不幸の力。『映画ヒミツの』のみに登場した。
カナシイダケ、サミシイダケ
青いきのこのような形をしたマイナスパワーの塊。ここたまとここたまけいやくしゃのみ見ることができる。
周りにマイナスパワーを放つ性質が有り心が弱っているここたまや人間にうつることもある。
幸せパワーのかたまりハッピースターの力で消すことができる。

## テレビアニメ
作品名は本項の記事名と同一。
監督・シリーズ構成を除いて主要スタッフの一部は前作のたまごっち!シリーズからの続役が多い。

### スタッフ
- 原案 - BANDAI
- 連載 - 講談社「テレビマガジン」「たのしい幼稚園」「おともだち」「おともだちピンク」「たの幼ひめぐみ」「げんき」
- 企画 - 押田裕一（第1話 - 第39話）→廣部琢之（テレビ東京、第40話 - 第139(147)話）、小野口征（第1話 - 第26話）→桃井信彦（第27話 -第126話 ）→金木勲（第127話 - 第139(147)話）、波多野淳一（第1話 - 第76話）→麻生一宏（第77話 - 第139(147)話）、奥野敏聡、井上俊次
- 副監督 - 秋山朋子
- シリーズ構成 - 土屋理敬
- 絵コンテ協力 - 山井紗也香（第69話 - 第113話、隔週）→ 監督補佐 - 山井紗也香（第114話 - 第139話）
- 設定監修 - 日野千尋
- キャラクターデザイン - 大河しのぶ（第1話 - 第139(147)話）、東海林康和（第77話 - 第139(147)話）
- 美術監督 - 加藤賢司
- 色彩設計 - 大関たつ枝
- 撮影監督 - 柚木脇達巳（第1話 - 第126話）→天田雅（第127話 - 第139(147)話）[注 40]
- CGプロデューサー - 近藤潤
- 編集 - 後田良樹
- 音響プロデューサー - 西名武
- 音響監督 - 中嶋聡彦（第1話 - 第139話）[注 41]→飯塚康一（第107話 - 第139(147)話）[注 42]
- 音楽 - 中西亮輔
- 音楽プロデューサー - 伊藤善之（第1話 - 第76話）→吉江輝成（第77話 - 第139(147)話）
- 音楽制作 - ランティス
- 音楽制作協力 - アイウィル
- 音楽協力 - テレビ東京ミュージック
- プロデューサー - 高林庸介（テレビ東京）、松浦希（第1話 - 第116話）→水谷彩（第117話 - 第126話）→平松ゆい（第127話 - 第139(147)話）、高橋知子、古市直彦、吉江輝成（第1話 - 第76話）
- プランニングマネージャー - 秋間眞良（テレビ東京）→山田唯莉子、渥美真紀（第1話 - 第126話）→水谷彩（第127話 - 第139(147)話）
- アシスタントプロデューサー - 宮﨑和寛（テレビ東京）（第1 - 34話）、古賀郁美（第1 - 12話）、黒瀬香保里（第35話 - 第139(147)話）
- アニメーションプロデューサー - 和﨑伸之（第1 - 51話）→吉岡大輔（第52話 - 第147話）
- アニメーション制作 - OLM TEAM WASAKI （第1 - 51話）→ OLM Team YOSHIOKA（第52話 - 第147話）
- 監督 - 新田典生
- 製作 - テレビ東京、ここたま製作委員会

### 主題歌・挿入歌
主題歌は全てランティス制作。

#### オープニングテーマ
「ころころここたま!」（第1話 - 第76話）
作詞 - 畑亜貴 / 作曲・編曲 - 山口朗彦 / うた - ERIKA（ランティス）
2015年度から2016年度にかけての使用。
第14話・第27話・第52話では、PV変更により新しいここたまに対応した変更がなされた。
第10話Bパートではメロリーやたませんにんがカバーする挿入歌としても使用された。
「ここたまハッピ〜パラダイス!」（第77話 - 第126話）
作詞 - 真崎エリカ / 作曲 - 桑原聖 / 編曲 - 酒井拓也 / うた - ERIKA、コーラス：ここたま9
2017年度のシリーズで使用。当初のPVは後半部分が劇場版の映像となっていたが、公式公開期間終了後である第82話で本来の映像に変更された。
第102話以降、映像の一部が変更された。
第139話では挿入歌として使用された。
「ころころここたま!〜なかなかなかよしバージョン〜」（第127話 - 第139話）
作詞 - 畑亜貴 / 作曲 - 山口朗彦 / 編曲 - 酒井陽一 / うた - 四葉こころ（本渡楓）、ラキたま（潘めぐみ）
タイトルのとおり、初代OPのリアレンジバージョン。2018年度シリーズの使用。
この曲は2017年春期に公開された映画以来の起用ではあるが、映画バージョンとは一部アレンジが異なる。
「夏だ！おおはしゃぎスペシャル」では最初の15秒間のみが流れるが、映像は「ころころここたま!」と同じ。

#### エンディングテーマ
「ここんぽいぽいここったま!」（第1 - 第34話、第139話）
作詞 - 松井洋平 / 作曲・編曲 - shilo / うた - メロリー（豊崎愛生）とここたまファイブ
映像は6人の主要ここたまが中心となっている上に、PV変更はなかったため、第2クール以降に登場したここたまは全員登場していない。
第6話・第15話Bパートでは挿入歌として使用された（後者はメロリーのソロ）。
第139話で使用された際の映像はアニメ本編のエピローグにクレジットされた。
「こころだいすきここったま!」（第35話 - 第76話）
作詞 - 真崎エリカ / 作曲・編曲 - shilo / うた - 四葉こころ（本渡楓）&ラキたま（潘めぐみ）
サリーヌ&パリーヌ、ミシルはこの曲からエンディングに登場。
第52話以降、PV変更によりこころの衣装が冬服に変更された。
「ヒミツのDVD」（2016年春の販促用PV）にて先行公開されていた。子どもたちを交えた実写ダンスで、着ぐるみのラキたまとメロリーも登場する。ダンスの振り付けは原ななえが担当。
「うたおう♪ここったまーち!」（第77話 - 第126話）
作詞 - 松井洋平 / 作曲・編曲 - 佐野宏晃 / うた - 四葉こころ（本渡楓） with ここたま9+ライチ
2017年度のシリーズで使用。曲の内容はサブボーカルのここたまたちを紹介するものになっているためにメインボーカルのこころはPVには登場しない。
第81話以降、ここたまがディスプレイに映る場面の一部シーンが調整されるのと歌詞のクレジットが縁取りのあるフォントに変わるなど一部の映像が修正された。
ED曲としては使用期間が最長である。
「いこうよ!ここたま界!!」（第127話 - 第138話）
作詞 - 松井洋平 / 作曲・編曲 - 黒田賢一 / うた - ラキたま（潘めぐみ）、メロリー（豊崎愛生）、カンナ（藤田咲）
2017年春期に公開された映画のBGMをリアレンジした楽曲。
ED曲としては使用期間が最も短い。
「夏だ！おおはしゃぎスペシャル」はEDテーマなし。

#### 挿入歌
「オリジナルサウンドトラック1」に収録されている。
「ぼくはラキたま!」（第1話）
うた - ラキたま
ラキたまが誕生した時に歌っていた曲。ミュージカル風な曲調。
「メロリー応援歌」（第3話より不定期挿入）
うた - メロリー
回によって歌詞が異なる。初登場の第3話ではラキたまも一緒に歌っていた。
歌詞に「なの〜」とある。
「わたしのヒミツのたからもの」（第23、43、70話）
うた - 長谷川ケイト（湯浅かえで）
「こころとのぞみ」（第76話）
作詞・作曲・編曲 - 中西亮輔 / うた - 四葉こころ（本渡楓）と桜井のぞみ（石原夏織）

### 各話リスト
比較的自由な作風で、一話完結の場合が多い。AパートとBパートで別々の物語になることもある。
アバンでは、第76話までと夏だ！おおはしゃぎスペシャルはこころのナレーションとともに前回の映像（夏だ！おおはしゃぎスペシャルの映像は固定）が流れていたが、第77話以降のアバンではラキたまのナレーションとともに映像（映像は毎回同じ）が流れるが、第103話以降はライチとメロリー（ライチは第126話まで）もナレーションの一部を担当するようになった。

### ミニコーナー
エンディング後に「ヒミツのここたま占い」があり、6人の主要ここたまが登場する。この占いは連動データに対応しており、その回の放送中に誰が着地に成功するか選択する。
第77話からは「きょうのここたま占い」となり、4つのたまご（青色のスペード・赤色のハート・緑色のクローバー・黄色のダイヤの4つ）の中、ここたまが入っているたまごを選択する（ここたまは回によって異なるが、どこに入っているかはここたま毎に決まっている）。入っているここたまはこころと契約しているここたま9人（サリーヌとパリーヌはそれぞれ別々で登場する）とそれ以外の1人（第126話まではライチ、第127話以降はカンナ）の10人のここたまの中いずれかである。

### 放送局

#### 日本国内
| 放送期間 | 放送時間                                                            | 放送局                 | 対象地域       | 備考      |
| --- | ------------------------------------------------------------------- | ---------------------- | -------------- | --------- |
| 2015年10月1日 - 2016年3月31日 2016年4月7日 - 2018年8月30日                                                     | 木曜 18:00 - 18:30 木曜 17:55 - 18:25                               | テレビ東京             | 関東広域圏     | 製作局    |
| |                                                                     | テレビ北海道           | 北海道         |           |
| |                                                                     | テレビ愛知             | 愛知県         |           |
| |                                                                     | テレビ大阪             | 大阪府         |           |
| |                                                                     | テレビせとうち         | 岡山県・香川県 |           |
| |                                                                     | TVQ九州放送            | 福岡県         |           |
| 2015年10月3日 - 2016年3月26日 2016年4月2日 - 2018年9月1日                                                      | 土曜 4:45 - 5:15 土曜 5:00 - 5:30                                   | 中国放送               | 広島県         |           |
| 2015年10月3日 - 2018年9月1日                                                                                   | 土曜 5:30 - 6:00                                                    | 仙台放送               | 宮城県         |           |
| |                                                                     | テレビ静岡             | 静岡県         |           |
| 2015年10月4日 - 2016年4月3日 2016年4月10日 - 2017年3月26日 2017年4月2日 - 9月24日 2017年10月1日 - 2018年9月2日 | 日曜 6:00 - 6:30 日曜 5:50 - 6:20 日曜 5:25 - 5:55 日曜 5:20 - 5:50 | 長野朝日放送           | 長野県         | [ 注 46 ] |
| 2015年10月5日 - 2018年9月3日                                                                                   | 月曜 17:29 - 17:58                                                  | BSジャパン             | 日本全域       | BS放送    |
| 2015年10月7日 - 2017年3月29日 2017年4月8日 - 2018年9月15日                                                     | 水曜 15:25 - 15:55 土曜 5:00 - 5:30                                 | 福島テレビ             | 福島県         | [ 注 50 ] |
| 2016年1月25日 - 2018年9月24日                                                                                  | 月曜 7:30 - 7:59                                                    | 奈良テレビ             | 奈良県         | [ 注 51 ] |
| 2016年5月9日 - 2020年1月2日                                                                                    | 月曜 - 金曜 15:30 - 16:00                                           | ディズニー・チャンネル | 全国放送       | BS/CS放送 |
| 字幕放送およびデータ放送はテレビ東京系列6局のみ実施。                                                          |                                                                     |                        |                |           |

| 配信期間                       | 配信時間        | 配信サイト         | 備考 |
| ------------------------------ | --------------- | ------------------ | ---- |
| 2015年10月8日 - 2018年9月6日   | 木曜 12:00 更新 | あにてれしあたー   |      |
|                                |                 | バンダイチャンネル |      |
|                                |                 | ニコニコチャンネル |      |
|                                |                 | GYAO!              |      |
|                                |                 | GYAO!ストア        |      |
|                                |                 | GYAO!KIDSアプリ    |      |
|                                | 木曜 21:00 更新 | ニコニコ生放送     |      |
| 2015年10月17日 - 2018年9月15日 | 土曜 12:00 更新 | dアニメストア      |      |

#### 香港
「見習神仙精靈」のタイトルで1-3期を放送。放送時間は香港時間のみ表記。
| 放送局 | 放送期間                      | 放送日時                     | 備考        |
| ------ | ----------------------------- | ---------------------------- | ----------- |
| ViuTV  | 2017年2月22日 - 2017年6月21日 | 月曜日〜水曜日 17:30 - 18:00 | 1話-52話    |
| ViuTV  | 2018年9月13日 - 2019年3月1日  | 木曜日、金曜日 16:30 - 17:00 | 53話-102話  |
| ViuTV  | 2020年3月24日 - 2020年5月13日 | 月曜日〜金曜日 16:30 - 17:00 | 103話-139話 |

| テレビ東京 木曜17:55 - 18:00枠 | テレビ東京 木曜17:55 - 18:00枠 | テレビ東京 木曜17:55 - 18:00枠                                                    |
| 前番組 | 番組名 | 次番組                                                                            |
| --- | --- | --------------------------------------------------------------------------------- |
| 買物の時間mini ※17:50 - 18:00 （2014年4月3日 - 2016年3月31日） 【5分繰り上げて継続】 【ここまで通販番組枠】 【ここまでローカルセールス枠】 | かみさまみならい ヒミツのここたま （第27話 - ） ↓ かみさまみならい ヒミツのここたま 夏だ！おおはしゃぎスペシャル （2016年4月7日 - 2018年8月30日） 【ここからアニメ枠】 【ここからネットワークセールス枠】 | キラキラハッピー★ ひらけ!ここたま ※17:55 - 18:25 （2018年9月6日 - 2019年9月26日） |
| テレビ東京系列 木曜18:00 - 18:25枠 | |                                                                                   |
| たまごっち! たまともだいしゅーGO ※18:00 - 18:30 （2015年4月2日 - 9月24日）                                                                 | かみさまみならい ヒミツのここたま ↓ かみさまみならい ヒミツのここたま 夏だ！おおはしゃぎスペシャル （2015年10月1日 - 2018年8月30日）                                                                      | キラキラハッピー★ ひらけ!ここたま ※17:55 - 18:25 （2018年9月6日 - 2019年9月26日） |
| テレビ東京系列 木曜18:25 - 18:30枠 | |                                                                                   |
| たまごっち! たまともだいしゅーGO ※18:00 - 18:30 （2015年4月2日 - 9月24日）                                                                 | かみさまみならい ヒミツのここたま （2015年10月1日 - 2016年3月31日） | アイカツスターズ! ※18:25 - 18:55 （2016年4月7日 - 2018年3月29日）                 |

### DVD・CD

#### DVD
KADOKAWAメディアファクトリー発売。
- かみさまみならい ヒミツのここたま DVD-BOX vol.1 （2016年7月27日）
- かみさまみならい ヒミツのここたま DVD-BOX vol.2 （2016年11月25日）
- かみさまみならい ヒミツのここたま DVD-BOX vol.3 （2017年3月24日）
- かみさまみならい ヒミツのここたま DVD-BOX vol.4 （2017年9月27日）
- かみさまみならい ヒミツのここたま DVD-BOX vol.5 （2017年9月27日）
- かみさまみならい ヒミツのここたま DVD-BOX vol.6 （2018年11月28日）
- かみさまみならい ヒミツのここたま DVD-BOX vol.7 （2018年11月28日）
- かみさまみならい ヒミツのここたま DVD-BOX vol.8 （2019年2月27日）
- かみさまみならい ヒミツのここたま DVD-BOX vol.9 （2019年2月27日）

#### CD
楽曲製作はすべてランティス。共通する「TVアニメ『かみさまみならい ヒミツのここたま』」を省略して記載。
- OP主題歌「ころころここたま!」/ED主題歌「ここんぽいぽいここったま!」（2015年11月11日）- メロリーとここたまファイブ【ラキたま(潘めぐみ)、メロリー(豊崎愛生)、おシャキ(かかずゆみ)、ゲラチョ(愛河里花子)、キラリス(柚木涼香)、モグタン(村瀬迪与)】、 ERIKA (アーティスト), 他
- 新ED主題歌「こころだいすきここったま!」（2016年6月22日）- 四葉こころ（本渡楓）＆ラキたま（潘めぐみ）
- オリジナルサウンドトラック 1 （2016年10月26日）- 中西亮輔

2枚組CD、全93曲収録
- 新OP主題歌「ここたまハッピ〜パラダイス!」/新ED主題歌「うたおう♪ここったまーち!」（2017年4月26日）- 四葉こころ with ここたま9＋ライチ【四葉こころ(本渡楓)、ラキたま(潘めぐみ)、メロリー(豊崎愛生)、おシャキ(かかずゆみ)、ゲラチョ(愛河里花子)、キラリス(柚木涼香)、モグタン(村瀬迪与)、サリーヌ(藤村歩)、パリーヌ(白鳥由里)、ミシル(折笠富美子)、ライチ(七瀬彩夏)】、 ERIKA (アーティスト), 他
- 『映画かみさまみならい ヒミツのここたま』ミュージックコレクション♪（2017年4月28日、映画館限定）

オープニング曲「ころころここたま! 2017」、エンディング曲「たいせつなもの」、同時上映のたまごっちの主題歌「GO-GO たまごっち!」（作詞：マイクスギヤマ、作曲：鈴木盛広、編曲：黒田賢一、うた：まち）、他全11曲収録

## 映画
「映画 かみさまみならい ヒミツのここたま 奇跡をおこせ♪テップルとドキドキここたま界」のタイトルで2017年4月28日に公開。同時上映短編は「映画 たまごっち ヒミツのおとどけ大作戦!」。上映時間76分。
キャッチコピーは「みんなのこころがつなぐ、奇跡のハッピー魔法!」。
ゲスト声優として木下優樹菜が出演した。
全国151スクリーンで公開され、映画観客動員ランキング（興行通信社調べ）で初登場第10位となった。
韓国では2017年9月に公開され、3週間で13.6万人を動員した。

### 映画オリジナルキャラクター
ハピピナ
性別 - ♀
声 - 木下優樹菜
「クラッカーのかみさま」。一人称は「私」。一人前のここたまとして、ここたま界で様々な活動に励んでいる。
クロックル、はりいさん、シャカみちゃん、ピーヤ、カサビン
左から順に、時計、裁縫道具、歯ブラシ、イヤリング、傘のかみさま。
「オリジナルここたま イラストコンテスト」で応募されたキャラクターで、映画に出演しているが、声の出演はない。
木ノ内 まい
声 - 上田麗奈
すずらん小学校の小学5年生。元気でダンスが上手な女の子。一人称は「私」。長らくダンスに挫折していたが、こころやテップルたちの活躍によって最後にはやる気を取り戻せた。

### 映画版スタッフ
- 原案 - BANDAI
- 監督 - 新田典生
- 脚本 - 土屋理敬
- 絵コンテ - 吉村文宏、鵜飼ゆうき、紅優、深沢幸司、志村錠児、新田典生
- 演出 - 吉村文宏、志村錠児、沼山茉由、佐々木純人、岩本保雄、室谷靖、新田典生、大庭秀昭
- キャラクター原案 - 日野千尋
- キャラクターデザイン - 佐藤陵、大河しのぶ
- デザイン協力 - 志村錠児
- 総作画監督 - 佐藤陵、山縣亜紀、河野仁美
- 作画監督 - 志村隆行、桑原麻衣、三島千枝、沢田正人、山縣亜紀、門之園恵美、山縣クリカ、佐藤陵、河野仁美、秋元勇一、坂本ひろみ、池平千里、一居一平、大豆一博、小野ひろみ、大和葵
- 原画 - 吉田徹、吉村早紀、西田寛治、山本まゆみ、細川修平、桑島望、佐藤ななくさ、酒井強至、さくましげこ、崎山知明、加藤壮、山内亜紀、秋元勇一、田中亜優、草壁唯、林由香、森円美、沢田正人、中村亜貴子、竹渕正美、一居一平、武井智子、伊藤ニコ、本舘耐、池平千里、西村真理子、佐藤陵、鈴木康之、井戸田あかね、野津美智子、谷本かのん、長岡みどり、平良哲朗、西尾智恵、平村直紀、木川純一、林司晃英、山内玲奈、古瀬登、河野仁美、杉本里菜、井坂純子、西山努、松坂定俊、鳥居愛緒、田中千晧、佐久間のぶかず、飯村一夫、深野敏彦、南静子、岡本智、松尾裕子、清水文乃、門之園恵美、鈴木彩乃、鈴木勘太、蓮田ひろき、渡部由紀子、玉腰昌樹、五十嵐優花、齋藤香、古阪美津妃、上田恵未、椿陽子、松田宗一郎、深沢幸司、東海林康和、元廣和恵、和田高明、高崎由利、原田大基、大野美葉、大和葵
- 第二原画 - 菅野康平、奥田聖美、駒井香、山井紗也香、山本華織、石塚佐恵、木下雪映、佐野みゆき、申榮淳、山田智子、本田隆、山﨑微都紀、高橋るみ
- 美術デザイン - 工藤ただし
- 色彩設計 - 大関たつ枝
- 撮影監督 - 柚木脇達己
- 撮影モチーフ - 佐藤麻依、田姝雅
- 編集 - ジェイ・フィルム、後田良樹
- 編集助手 - 小守真由美
- 特殊効果 - 太田憲之
- 音響監督 - 中嶋聡彦
- 音楽 - 中西亮輔
- 音楽プロデューサー - 吉江輝成
- 音楽A&R - 小野可織
- 音楽制作協力 - 山田公平（アップドリーム）
- 音響効果 - 緒方康恭
- 音響プロデューサー - 西名武
- 音響制作 - HALF HP STUDIO
- エグゼクティブプロデューサー - 桃井信彦、廣部琢之、麻生一宏、大島満、古澤佳寛、櫻井優香、松本浩、松下卓也
- プロデューサー - 松浦希、高林庸介、高橋知子、古市直彦、山中一孝、原田浩幸、角谷謙二
- アニメーションプロデューサー - 吉岡大輔
- アニメーション制作 - OLM Team YOSHIOKA
- 製作 - 2017映画ここたま製作委員会（バンダイ、テレビ東京、アサツー　ディ・ケイ、オー・エル・エム、東宝、ランティス、KADOKAWA、講談社）
- 配給 - 東宝映像事業部

### 主題歌（映画）
オープニングテーマ「ころころここたま! 2017」
作詞：畑亜貴 作曲：山口朗彦 編曲：中西亮輔 うた：ERIKA＆ここたま9
エンディングテーマ「たいせつなもの」
作詞・作曲：shilo 編曲：伊藤賢 うた：四葉こころ（本渡楓）

## Webムービー
『ここたま大図鑑!』
YouTubeバンダイ公式チャンネルで配信。キャラクター紹介コーナー。
| 話数  | サブタイトル                                     | 配信日        |
| ----- | ------------------------------------------------ | ------------- |
| その1 | いろえんぴつのかみさま ラキたま                  | 2017年 8月4日 |
| その2 | ピアノのかみさま メロリー                        | 2017年 8月4日 |
| その3 | ほんのかみさま おシャキ                          | 2017年 8月4日 |
| その4 | テレビのかみさま ゲラチョ                        | 2017年 8月4日 |
| その5 | リップのかみさま キラリス                        | 2017年 8月4日 |
| その6 | フォークのかみさま モグタン                      | 2017年 8月4日 |
| その7 | リンスインシャンプーのかみさま サリーヌ&パリーヌ | 2017年 8月4日 |
| その8 | ポストのかみさま ミシル                          | 2017年 8月4日 |